# Hrvaška vojna krajina
Hrvaška vojna krajina (hrvaško Vojna krajina   ali Vojna granica) je bilo okrožje Vojaške meje, ozemlje v Habsburški monarhiji, najprej v času avstrijskega cesarstva in nato v času Avstro-Ogrske.

## Zgodovina
Ustanovljena v poznem 16. stoletju iz dežel habsburške kraljevine Hrvaške, je bila sprva nominalni del tega kraljestva, ki je bila leta 1627 premeščena pod neposredno cesarsko oblast kot del Vojne krajine. Meja je bila ob razmejitvi z Osmanskim cesarstvom. V obmejnem pasu so cesarji obljubljali svobodno zemljo in svobodo veroizpovedi ljudem, ki so prišli na območje, kjer so bili večinoma Hrvati, Srbi in Vlahi.   V zameno so imeli ljudje, ki so živeli na tem območju, dolžnost, da se vojaško borijo za cesarstvo in zaščitijo zemljo. Leta 1630 je cesar Ferdinand II sprejel zakone Statuta Valachorum. Znano je bilo, da so morali vojaki služiti vojaški rok od 16. do 66. leta. Konec 17. stoletja je Habsburško kraljestvo Hrvaška razširilo svoje meje, tako da se je ozemlje hrvaške vojne krajine razširilo tudi na nekatera nekdanja osmanska ozemlja na vzhodu. Leta 1783 je bila dana pod enoten nadzor hrvaškega glavnega poveljstva s sedežem v Zagrebu. Vojna krajina je bila demilitarizirana 8. avgusta 1873. Hrvaška vojna krajina je obstajala do 15. julija 1881, ko je bila ukinjena in vključena v Kraljevino Hrvaško-Slavonsko (tako kot slavonsko).

## Geografija
Ta del vojne krajine je vključeval geografske regije Liko, Kordun, Banovino in je mejil na Jadransko morje na zahodu, Beneško republiko na jugu, Habsburško kraljestvo Hrvaško na severozahodu, Otomansko cesarstvo na jugovzhodu, Habsburška Kraljevina Slavonija na vzhodu in Habsburška Kraljevina Madžarska na severu.
Segala je do Slavonske vojne krajine ob sotočju reke Une v Savo. Tako kot preostala vojna krajina je v poznem 19. stoletju prenehala obstajati kot politična enota.

## Sekcije
Hrvaška vojna krajina je vključevala tri generalna poveljstva (hrvaško Generalat ) sekcije, ki so bile razdeljene na osem polkov: 
- Glavno poveljstvo Varaždin
  - Križevški polk N°V
  - Đurđevaški polk N°VI
- Glavno poveljstvo Karlovec
  - Liški polk št. I
  - Otočaški polk št. II
  - Ogulinski polk št. III
  - Slunjski polk N°IV
- Glavno poveljstvo Zagreb
  - Glinski polk št. X
  - Petrinjski polk št. XI

## Demografija
Leta 1802 je ocenjeno prebivalstvo sestavljalo:
- 195.300 rimokatolikov
- 180.800 pravoslavnih kristjanov

Leta 1820 je ocenjeno prebivalstvo hrvaške vojne krajine vključevalo:
- 207.747 katoličanov
- 198.728 pravoslavnih kristjanov

Po mnenju madžarskega statistika Eleka Fényesa je leta 1840 hrvaška vojna krajina naseljevala 498.947 ljudi, etnična struktura pa je bila:
- 258.454 Hrvatov
- 240.493 Srbov

Prvi sodobni popis iz leta 1857 je zabeležil vero prebivalstva hrvaške vojne krajine kot sledi:
- 285.344 rimokatolikov
- 253.429 pravoslavnih kristjanov
- 5433 vzhodnih katoličanov

74,8 % aktivnega prebivalstva v hrvaško-slavonski vojni krajini je bilo zaposlenih v kmetijstvu, 18,63 % neaktivnih vojakov, 3,11 % pa jih je delalo v industriji.

## Poglej tudi
- Slavonska vojna krajina
- Banatska vojna krajina
- Kraljevina Hrvaška (Habsburška)
- Kraljevina Hrvaška-Slavonija
- Stoletna hrvaško-osmanska vojna

## Dodatni viri
- Rothenberg, Gunther E. (Junij 1960). »The Origins of the Austrian Military Frontier in Croatia and the Alleged Treaty of 22 December 1522«. The Slavonic and East European Review. Maney Publishing. 38: 493–498.
- Rothenberg, Gunther E. (Marec 1964). »The Struggle over the Dissolution of the Croatian Military Border, 1850–1871«. Slavic Review. American Association for the Advancement of Slavic Studies. 23: 63–78. doi:10.2307/2492376. JSTOR 2492376.
- Fodor, ur. (2000). Ottomans, Hungarians, and Habsburgs in Central Europe: The Military Confines in the Era of Ottoman Conquest. BRILL. ISBN 9004119078.